# Bumbles' Diminisher
Bumbles' Diminisher è un cortometraggio muto del 1913 diretto da W.P. Kellino.

## Trama
Gli strani effetti di una polvere magica che rimpicciolisce gli uomini e le cose.

## Produzione
Il film fu prodotto dalla EcKo.

## Distribuzione
Distribuito dall'Universal Pictures, il film - un cortometraggio di 152 metri - uscì nelle sale cinematografiche britanniche nel giugno 1913.